# 更始 (漢朝)
更始（元年：23年二月 - 末年：25年九月）是新朝末年更始帝刘玄的年号，共计3年。
又《越绝书》中有更始五年、六年的记载，钱培名认为有误，但是没有说明理由。有学者认为刘秀称帝时全国还处在战乱状态，再加上当时交通不便，一些地区奉行的年号与实际情况或许不同。
地皇四年（23年）二月（王莽历三月）绿林军拥立刘玄为帝，年号更始，仍然称汉。同年九月（王莽历十月）王莽被杀，新朝灭亡。更始三年（25年）九月，赤眉军攻入长安，刘玄逃走，使其政权灭亡。十月，投降赤眉，将玺绶送给赤眉拥立以建世作年号的皇帝刘盆子。而同年六月，刘秀称帝，国号汉，是为东汉，年号建武。

## 改元
- 新朝地皇四年——二月初一日，改元為更始元年。[3][4]

## 大事记
- 更始元年——二月初一日，劉玄在淯水邊（今河南省南陽市白河）稱帝。[3][4]
- 更始三年——九月，劉玄棄長安而逃。[3][5]

## 逝世
- 更始元年，王莽被殺

## 紀年農曆對照表
表格中各月的干支即為各月的第1日，「大」表示該月有30日，「小」表示該月有29日，「閏月」表格中的中文數字表示該年為閏某月（比如「五甲戌」裡有中文數字「五」，即表示該行所在年份有閏五月），各月初一底下的數字表示對應的西曆日期。
| 公元 | 干支 | 紀年     | 正月   | 二月   | 三月   | 四月   | 五月   | 六月   | 七月   | 八月   | 九月   | 十月   | 十一月 | 十二月  | 閏月     |
| ---- | ---- | -------- | ------ | ------ | ------ | ------ | ------ | ------ | ------ | ------ | ------ | ------ | ------ | ------- | -------- |
| 23年 | 癸未 | 更始元年 |        | 辛巳大 | 辛亥小 | 庚辰大 | 庚戌小 | 己卯大 | 己酉小 | 戊寅大 | 戊申小 | 丁丑大 | 丁未小 | 丙子大  |          |
| 23年 | 癸未 | 更始元年 |        | 3/11   | 4/10   | 5/9    | 6/8    | 7/7    | 8/6    | 9/4    | 10/4   | 11/2   | 12/2   | 12/31   |          |
| 24年 | 甲申 | 更始二年 | 丙午大 | 丙子小 | 乙巳大 | 乙亥小 | 甲辰大 | 癸卯大 | 癸酉小 | 壬寅大 | 壬申小 | 辛丑大 | 辛未小 | 庚子大  | 五甲戌小 |
| 24年 | 甲申 | 更始二年 | 1/30   | 2/29   | 3/29   | 4/28   | 5/27   | 7/25   | 8/24   | 9/22   | 10/22  | 11/20  | 12/20  | 25/1/18 | 6/26     |
| 25年 | 乙酉 | 更始三年 | 庚午小 | 己亥大 | 己巳大 | 己亥小 | 戊辰大 | 戊戌小 | 丁卯大 | 丁酉小 | 丙寅大 |        |        |         |          |
| 25年 | 乙酉 | 更始三年 | 2/17   | 3/18   | 4/17   | 5/17   | 6/15   | 7/15   | 8/13   | 9/12   | 10/11  |        |        |         |          |

| 更始   | 元年     | 二年 | 三年     |
| ------ | -------- | ---- | -------- |
| 新朝   | 地皇四年 |      |          |
| 隗嚣   | 復漢元年 |      |          |
| 公孙述 |          |      | 龙兴元年 |
| 刘盆子 |          |      | 建世元年 |
| 东汉   |          |      | 建武元年 |

## 参看
- 中國年號索引
- 其他时期使用的更始年号